# Myriopus rubicundus
Myriopus rubicundus är en strävbladig växtart som först beskrevs av Philipp Salzmann och Dc., och fick sitt nu gällande namn av Luebert. Myriopus rubicundus ingår i släktet Myriopus och familjen strävbladiga växter. Inga underarter finns listade i Catalogue of Life.